# Dekanat przemyski
Dekanat przemyski – składa się z 13 parafii archieparchii przemysko-warszawskiej Kościoła greckokatolickiego w Polsce.

## Parafie
- Parafia Narodzenia Najświętszej Marii Panny w Chotyńcu
  - Cerkiew Narodzenia Przenajświętszej Bogurodzicy w Chotyńcu
- Parafia Narodzenia Najświętszej Maryi Panny w Dziewięcierzu
- Parafia Zaśnięcia Najświętszej Marii Panny w Gajach
  - Cerkiew Zaśnięcia Najświętszej Marii Panny w Gajach
- Parafia św. Mikołaja w Hrebennem
  - Cerkiew św. Mikołaja w Hrebennem
- Parafia Przemienienia Pańskiego w Jarosławiu
  - Cerkiew Przemienienia Pańskiego w Jarosławiu
- Parafia św. Dymitra w Kobylnicy Wołoskiej
- Parafia Świętej Trójcy w Lesznie
  - Cerkiew Trójcy Świętej w Lesznie
- Parafia św. Mikołaja w Lubaczowie
  - Cerkiew św. Mikołaja w Lubaczowie
- Parafia Ofiarowania Najświętszej Maryi Panny w Łuczycach
  - Cerkiew Ofiarowania Najświętszej Maryi Panny w Łuczycach
- Parafia św. Teodozego Peczerskiego w Malawie[a]
- Parafia św. Jerzego w Nowych Sadach
  - Cerkiew św. Jerzego Męczennika w Nowych Sadach
- Parafia archikatedralna św. Jana Chrzciciela w Przemyślu
  - Sobór św. Jana Chrzciciela w Przemyślu
- Parafia Podwyższenia Świętego Krzyża w Sieniawie
- Parafia Narodzenia Najświętszej Maryi Panny w Wietlinie
  - Cerkiew Narodzenia Najświętszej Maryi Panny w Wietlinie